# Mattias Johansson (fotbollsspelare född 1973)
Erik Mattias "Musse" Johansson, född 12 januari 1973 i Gimo, Uppsala län, är en svensk före detta fotbollsspelare.
Mattias Johanssons far, Tommy Johansson, representerade AIK i en allsvensk match 1967 medan hans kusin Thomas Johansson spelade allsvenskt för Djurgårdens IF under 1980-talet.

## Karriär
Johansson debuterade för AIK i Allsvenskan 1993 den 12 april mot IFK Göteborg (1-1). Det första allsvenska målet gjorde Johansson den 16 augusti samma år då han gav AIK ledningen mot Örebro SK med 1-0 (AIK vann sedan matchen med 3-1). Sammantaget blev det 110 allsvenska matcher i AIK-tröjan 1993-1997 och 17 mål. Johansson var även med om att vinna Svenska cupen 1996 och 1997. Efter säsongen 1997 lämnade Johansson AIK för spel hos regerande svenska mästarna Halmstads BK. Det blev dock endast 13 matcher i HBK-tröjan säsongen 1998 varefter Johansson lämnade Halland och flyttade till Brommapojkarna. I BP spelade Johansson 1999-2005 innan han flyttade hem till hemlänet och spel i Sirius i Division I Norra. Johansson följde sedan Sirius upp i Superettan 2007 men slutade att spela i laget inför säsongen 2008 efter skadebekymmer under föregående säsong. Johansson spelade aldrig några A-landskamper, men var med i 8 U21-landskamper.

## Klubbar
- Gimo IF (1979–1992)[1]
- AIK (1993–1997)[1]
- Halmstads BK (1998)[1]
- IF Brommapojkarna (1999–2005)[1]
- IK Sirius (2006–2007)[1][4]